# Bistorta
Bistorta (L.) Scop. è un genere di piante della famiglia delle Poligonacee.

## Tassonomia
Il genere comprende le seguenti specie:
- Bistorta abukumensis Yonek., Iketsu & H.Ohashi
- Bistorta affinis (D.Don) Greene
- Bistorta albiflora Miyam. & H.Ohba
- Bistorta alopecuroides (Turcz. ex Kom.) Nakai
- Bistorta amplexicaulis (D.Don) Greene
- Bistorta attenuata Kom.
- Bistorta attenuatifolia Miyam. & H.Ohba
- Bistorta bistortoides (Pursh) Small
- Bistorta burmanica Yonek. & H.Ohashi
- Bistorta carnea (K.Koch) Kom.
- Bistorta coriacea (Sam.) Yonek. & H.Ohashi
- Bistorta diopetes H.Ohba & S.Akiyama
- Bistorta elliptica (Willd. ex Spreng.) V.V.Petrovsky, D.F.Murray & Elven
- Bistorta emodi (Meisn.) H.Hara
- Bistorta griersonii Yonek. & H.Ohashi
- Bistorta griffithii (Hook.f.) Grierson
- Bistorta hayachinensis (Makino) H.Gross
- Bistorta honanensis (H.W.Kung) Yonek. & H.Ohashi
- Bistorta incana (Nakai) Nakai
- Bistorta jaljalensis H.Ohba & S.Akiyama
- Bistorta krascheninnikovii N.A.Ivanova
- Bistorta longispicata Yonek. & H.Ohashi
- Bistorta ludlowii Yonek. & H.Ohashi
- Bistorta macrophylla (D.Don) Soják
- Bistorta manshuriensis (Petrov ex Kom.) Kom.
- Bistorta milletii H.Lév.
- Bistorta milletioides H.Ohba & S.Akiyama
- Bistorta ochotensis Kom.
- Bistorta officinalis Delarbre
- Bistorta perpusilla (Hook.f.) Greene
- Bistorta plumosa (Small) Greene
- Bistorta purpureonervosa (A.J.Li) Yonek. & H.Ohashi
- Bistorta × rhaetica (Brügger) Dostál
- Bistorta rubra Yonek. & H.Ohashi
- Bistorta sherei H.Ohba & S.Akiyama
- Bistorta sinomontana (Sam.) Miyam.
- Bistorta subscaposa (Diels) Petrov
- Bistorta suffulta (Maxim.) Greene ex H.Gross
- Bistorta tenuicaulis (Bisset & S.Moore) Nakai
- Bistorta tenuifolia (H.W.Kung) Miyam. & H.Ohba
- Bistorta tubistipulis Miyam. & H.Ohba
- Bistorta vacciniifolia (Wall. ex Meisn.) Greene
- Bistorta vivipara (L.) Delarbre
- Bistorta yunnanensis H.Gross